# Temple protestant de Saint-Brieuc
Le temple de Saint-Brieuc est un édifice religieux protestant construit en 1908 à Saint-Brieuc en Bretagne. Sa construction est initiée par à une association cultuelle fondée en 1906 par l'Église évangélique méthodiste de France, qui co-fonde l'Église réformée de France en 1938. Le temple de Perros-Guirec y est lié et ces deux communautés forment aujourd'hui la paroisse de Saint-Brieuc-Perros, membre de l'Église protestante unie de France.

## Localisation
Le temple est situé au no 3 rue Victor Hugo à Saint-Brieuc, dans les Côtes-d'Armor.

## Histoire

### Genèse
Les premiers contacts entre protestantisme et la région de Saint-Brieuc depuis le XVIe siècle, les Guerres de religion et la révocation de l'édit de Nantes, ont lieu au XIXe siècle lors du Réveil protestant francophone.
En février 1816, Amice Ollivier, un prédicateur méthodiste wesleyien francophone, se rend à Saint-Brieuc sans laisser de trace particulière de son bref ministère dans la ville.
C'est plus tard, sous l'impulsion de la mission baptiste de John Jenkins que va avoir lieu le premier culte protestant briochin. Ce dernier est un Gallois venu en Bretagne pour évangéliser la population locale et qui a pour ce faire appris le breton, une langue relativement proche de sa langue maternelle, le gallois. Sa mission évangélique est surtout basée à Trémel et Morlaix.
Ce premier culte protestant est tenu le 16 septembre 1864 par Victor Bouhon au 7 rue Saint-Guillaume, et va enclencher un conflit avec l'évêque de Saint-Brieuc qui voit d'un mauvais œil l'arrivée de protestants dans sa ville.
Ensuite, en 1889, Saint-Brieuc est légalement rattaché à Rennes pour le culte protestant ce qui fait que le pasteur du temple protestant de Rennes rend de temps en temps visite à la communauté briochine, bien que la mission évangélique baptiste continue elle aussi à entretenir des liens avec la communauté de Saint-Brieuc et les protestants de la Côte de granit rose, puisqu'elle est au même moment derrière la construction du  temple protestant à Plougrescant en 1902,.

### Construction du temple méthodiste
Lors de son synode de juin 1904, l'Église méthodiste décide de lancer une mission d'évangélisation dans les Côtes-du-Nord et nomme pour ce faire le pasteur Jean Scarabin.
Le premier culte méthodiste a lieu le 20 mai 1906 dans une salle louée pour l'occasion au 12 rue du Champ de Mars,. Il est très rapidement décidé de fonder une association cultuelle qui est publiée au Journal officiel du 12 juin 1906 sous le nom de « Association de l'Église évangélique méthodiste de Saint-Brieuc ».
Les activités de la paroisse ont alors lieu jusqu'en 1908 dans un ancien magasin dont la devanture a été remplacée par un écriteau où est inscrit « Conférences Évangéliques ».
Le 30 janvier 1908, à l'occasion de l'assemblée générale de l'association, le pasteur Scarabin déclare vouloir partir dans d'autres villes pour poursuivre sa mission d'évangélisation. Ces pérégrinations vont mener à la création d'un temple à Lannion et à celui de Perros-Guirec. Théophile Roux remplace Scarabin à Saint-Brieuc à cette occasion et propose de financer personnellement la construction d'un temple,.
Le dimanche 4 octobre 1908 le temple est inauguré. Le pasteur Roux y célèbre le premier baptême en décembre et le premier mariage l'année suivante.

### Pendant la Première Guerre mondiale
Avec le début de la Première Guerre mondiale, des soldats de l'armée allemande fait prisonniers ou blessés sont déportés à Saint-Brieuc où ils sont soignés dans l'hôpital de la ville ou internés dans des camps de prisonniers. Le pasteur Roux va être sollicité pour officier lors des obsèques des soldats protestants, mais aussi pour célébrer les différentes cérémonies impliquant les populations protestantes incarcérées à Saint-Brieuc.
La paroisse, qui a des membres relativement jeunes, va perdre 12 membres lors de la guerre, passant de 52 membres en 1914 à 40 en 1917.
Le pasteur continue à organiser pendant le conflit ses conférences du dimanche après-midi initiées dès l'inauguration du temple, mais en profite à cette occasion pour aborder les thèmes de la guerre,.

### Pendant la Seconde Guerre mondiale
Juste avant le début de la Seconde Guerre mondiale, le 10 juillet 1938, l'association cultuelle confirme son adhésion à la nouvellement formée Église réformée de France lors de son assemblée générale.
En 1940, les combles du temple sont aménagés.
Le pasteur Yves Crespin est résistant et est déporté pour ce motif le 2 novembre 1943 à Buchenwald, où il meurt le 11 mars ou 14 mars 1944 au Camp de concentration de Dora.

### Depuis 1945
Le temple est agrandi en 1950.

## Éléments architecturaux
Le temple dispose d'une décoration sobre typique des lieux de cultes des Églises réformées. Il dispose tout de même de vitraux qui ont été offerts en 1970 par la famille d'Oscar Hansen, un norvégien émigré en Bretagne au début des années 1900 et qui s'est impliqué ensuite dans la vie de la paroisse,.
En 1908, les coûts de la construction du temple sont supportés par le pasteur Théophile Roux mais une souscription est lancée pour financer l'achat du mobilier, un harmonium est acquis à cette occasion. En 1953, des meubles de l'église anglicane de Dinan sont déménagés au temple de Saint-Brieuc. Il s'agit notamment d'une chaire, de bancs ou de tableaux de cantiques. La chaire qui est en bois sculptée date probablement des années 1870 et est de style néo-gothique.

## Paroisse

### Affiliation
La communauté qui utilise le temple est membre d'une association cultuelle qui englobe aujourd'hui le temple de Saint-Brieuc et celui de Perros-Guirec.
Cette association cultuelle est à son origine membre de l'Église évangélique méthodiste de France. Lors de la création de l'Église réformée de France (ERF) en 1938, par fusion de différentes églises protestantes, l'association se prononce en faveur d'un rattachement à l'ERF lors de son assemblée générale du 10 juillet 1938. Le synode de juin 1939 de l'ERF autorise la paroisse à rejoindre l'église nouvellement formée. Elle est aujourd'hui membre de l'Église protestante unie de France depuis sa création en 2013.

### Temple de Perros-Guirec
Le temple de Perros-Guirec, construit en 1937, est l'un des deux lieux de cultes de la paroisse de Saint-Brieuc–Perros. La communauté de Perros est fondée par le pasteur Jean Scarabin en 1909.

### Ancien temple de Lannion
Le pasteur Jean Scarabin réside de 1908 à 1912 à Lannion afin d'y fonder une communauté protestante. Le pasteur Henri Whelpton qui est en poste de 1922 à 1933 pour la communauté de Lannion va être l'un des artisans de la construction du temple avec Théophile Roux.
Les travaux débutent en décembre 1926 et le temple est inauguré le 18 octobre 1927. Il est situé au 42 rue Joseph Morand et peut accueillir jusqu'à 100 personnes. En avril 1928 des vitraux sont installés par un artisan local.
Le bâtiment, qui n'est presque plus utilisé dans les années 1960, est vendu à une union d'églises évangéliques, France-Mission, pour 30 000 francs en 1969.
Le temple est depuis utilisé sans discontinuité par des églises d'inspiration évangélique, sans lien avec l'association cultuelle de Saint-Brieuc–Perros.